# 金剛山国際観光特別区

特別区の位置

金剛山国際観光特別区（クムガンサンこくさいかんこうとくべつく、朝鮮語: 금강산국제관광특별구）は、かつて存在した朝鮮民主主義人民共和国（北朝鮮）の特別行政区域。

## 概要
2011年4月29日に北朝鮮の最高人民会議常任委員会は政令を発表して、それまでの「金剛山観光地区」を「金剛山国際観光特別区」にすると同時に、2002年の金剛山観光地区の設置に関する政令を失効とすることを発表した。北朝鮮は特別区内で主権を行使し、法人と個人およびその他の経済組織が特別区の開発に投資することを奨励するという。また、資本と財産および企業経営の収入とそのほかの収入は法的な保護を受けるとし、新しい観光目的地を開発すると発表した。2002年の観光地区は現代グループと合意の下作成されたもので、北朝鮮の主権はある程度制限されていた。
2019年9月頃、金剛山観光を管轄していた金剛山国際観光特別区指導局が金剛山国際観光局へ改編された。2019年10月25日、北朝鮮は韓国と現代グループに対し、金剛山に国際観光文化地区（국제관광문화지구를）の設立を通知した。またこの頃から地区内の大韓民国が建設した観光施設を一方的に撤去し、北朝鮮独自の金剛山観光事業を推進していると報じられている。
2024年1月16日、金正恩総書記は最高人民会議の施政演説で金剛山国際観光局の廃止を宣言した。

## 参考資料
- “北朝鮮、金剛山に国際観光特区の設置を発表”. サーチナ. (2011年4月30日) 2011年6月17日閲覧。
- 金剛山国際観光特区法